# Kristijan Lovrić
Kristijan Lovrić, né le 1er décembre 1995 à Ogulin en Croatie, est un footballeur international croate qui évolue au poste d'ailier gauche au Amed SK.

## Biographie

### Carrière en club
Né à Ogulin en Croatie, Kristijan Lovrić est notamment formé par l'un des clubs de sa ville natale, le NK Ogulin.
En 2017, il rejoint le Lokomotiva Zagreb. Il est prêté à deux reprises, au NK Lučko en 2017 et au NK Kustošija en 2018.
Il rejoint le HNK Gorica en 2018, club évoluant en première division croate. Il joue son premier match sous ses nouvelles couleurs le 28 juillet 2018, lors de la première journée de la saison 2018-2019 face au HNK Rijeka. Il est titulaire et son équipe s'incline par deux buts à zéro. C'est contre cette même équipe qu'il inscrit son premier but, lors du match retour le 3 février 2019. Cette fois son équipe s'impose par trois buts à un.
Le 29 mars 2019, il inscrit son premier doublé en championnat, sur la pelouse du NK Osijek, permettant à son équipe de réaliser le match nul (2-2). Le 26 mai de la même année, il marque un second doublé, sur la pelouse du Lokomotiva Zagreb, permettant à son équipe de l'emporter 2-3. Il termine la saison avec un total de dix buts marqués en championnat.
Le 1er octobre 2019, il marque son premier triplé en championnat, sur la pelouse du NK Varaždin, permettant à son équipe de l'emporter 1-3. Le 4 mars 2020, il se met de nouveau en évidence en étant l'auteur d'un doublé contre cette même équipe, permettant d'arracher le match nul (2-2). Il termine la saison avec un total de 14 buts inscrits en championnat.
Le 24 octobre 2020, il prolonge son contrat avec le HNK Gorica jusqu'en 2023.
Le 15 février 2022, lors du mercato hivernal, Kristijan Lovrić s'engage en faveur du NK Osijek. Il signe un contrat de trois ans et demi.
Il inscrit son premier but pour le NK Osijek le 20 mars 2022, lors d'une rencontre de championnat face au HNK Šibenik. Titulaire, il ouvre le score et participe à la victoire de son équipe par trois buts à zéro.
Le 4 septembre 2024, Kristijan Lovrić rejoint le Amed SK, club évoluant alors en deuxième division turque. Il signe un contrat de deux ans, soit jusqu'en juin 2026.

### En sélection
Les performances de Kristijan Lovrić avec son club du HNK Gorica ne passent pas inaperçues et en septembre 2020 il est convoqué pour la première fois par Zlatko Dalić, le sélectionneur de l'équipe nationale de Croatie, dans une liste élargie d'une trentaine de joueurs. Il honore finalement sa première sélection le 30 mars 2021 face à Malte. Il entre en jeu à la place de Mislav Oršić lors de cette rencontre remportée par son équipe sur le score de trois buts à zéro,.